# Betontod
Betontod — немецкая панк-рок-группа из Райнберга, основанная в начале 90-х годов. Является одним из хэдлайнеров немецкого панк-рока.

## История
Группа была основана в начале 90-х годов в Райнберге в Германии. Первое название группы — Extrem — позже сменилось на Sniffin’Kills, а затем на Betontod.
Квинтет играет в стиле панк-рока, но, благодаря музыкальной открытости и продуманности текстов, их творчество привлекает фанатов из более традиционных школ рока. На сегодняшний день они отыграли около 800 концертов, среди них совместные концерты с такими легендами панка как Cock Sparrer и The Exploited, а также выступления на фестивалях Force Attack, Schlachtrufe BRD Tour, Punk im Pott, Rock am Turm.
После выпуска второго альбома группу заметил бывший барабанщик Die Toten Hosen Вёлли, который сразу же пригласил их в качестве хэдлайнеров на свой собственный фестиваль.
Под уверенным девизом «Дайте нам 5 минут, большую сцену и публику, остальное мы обеспечим» последовали многочисленные собственные туры, хэдлайнинг на фестивалях и некоторые другие возможности показать себя на крупных площадках. За все это время Betontod удалось собрать массу фанатов, которые организовали уличную группу (фан-клуб) die BTD-Armee, постоянно поддерживающую команду и пополняющую свои ряды.
Запись альбома «GlaubeLiebeHoffnung» Betontod полностью взяла под свой контроль. Музыканты записывают альбом самостоятельно и выпускают его под недавно основанным лейблом Better Than Hell (Vetrieb ist Edel).
Наряду с обычными сборниками будет выпущена коллекционная версия в подарочной упаковке, в которую входят диск, наклейка на стекло автомобиля, футболка, подвеска, нашивка, значок, открытка с подписью, барабанная палочка с подписью группы, пластинка и билет на концерт. Альбом «GlaubeLiebeHoffnung», как и предыдущий «Schwarzes Blut» («черная кровь») записан качественно. Аранжировки стали более понятными и структурированными. Вследствие этого в песнях появилось ещё больше динамики, мощи и напора, что помогло группе Betontod заполучить ещё больше поклонников среди немецких рокеров и металлистов.
В скором времени Betontod снова отправляются в тур с презентацией альбома «GlaubeLiebeHoffnung». Тур будет проходить на территории Германии, Австрии и Швейцарии.

## Участники группы
- вокал — Мастер
- гитара — Сова
- гитара — Мавой
- бас — Адо
- барабаны — Майк

## Дискография
- 1992: Nieder mit dem Verstand (демо-альбом)
- 1992: Mein Fahrrad (демо-альбом)
- 1995: Die Zeit der Helden (демо-альбом)
- 1997: Scheiße (сплит с Machtwort)
- 1999: Hier kommt Ärger (альбом)
- 2001: Stoppt uns wenn Ihr könnt (альбом)
- 2004: Live in Wien…Und anderswo (запись живого выступления)
- 2006: Schwarzes Blut (альбом)
- 2007: Live in Rostock (запись живого выступления)
- 2010: Glaube Liebe Hoffnung (альбом)
- 2011: Keine Popsongs (мини-альбом)
- 2011: Antirockstars (альбом)
- 2012: Entschuldigung für Nichts (сингл)
- 2012: Entschuldigung für Nichts (альбом)
- 2012: Alles (сингл)
- 2013: Viva Punk — Mit Vollgas durch die Hölle (запись живого выступления)
- 2015: Traum von Freiheit (альбом)
- 2017: Revolution (альбом)